# Lac Paimún
Le lac Paimún est situé au sein du parc national Lanín, dans la province argentine de Neuquén, en Patagonie. Il fait partie d'un important système lacustre avec les lacs Epulafquen et Huechulafquen, dont il est le prolongement, séparé par un détroit très étroit.

## Géographie
Le lac Paimún est situé à 35 km au sud-ouest de Junín de los Andes, au nord-ouest de la province de Neuquén, et à
environ 1 800 km à l'ouest Buenos Aires.